# 金立愛
金立愛（1513年—？），字元夫，號惺庵，浙江台州府臨海縣人，民籍，明朝政治人物。

## 生平
嘉靖十九年（1540年）庚子科浙江鄉試第四十三名。嘉靖二十九年（1550年），与弟金立敬同登庚戌科進士。历官衡州府、汀州府知府，官至四川按察司副使、整饬川東兵备。

## 家族
曾祖金鍧；祖父金紘，封南京刑部主事；父金賁亨，正德进士，曾任按察司提學副使。母張氏（封安人）。弟金立敬、金立相皆中進士。臨海縣學西曾建有“父子四进士坊”。